# Neufang-Brauerei

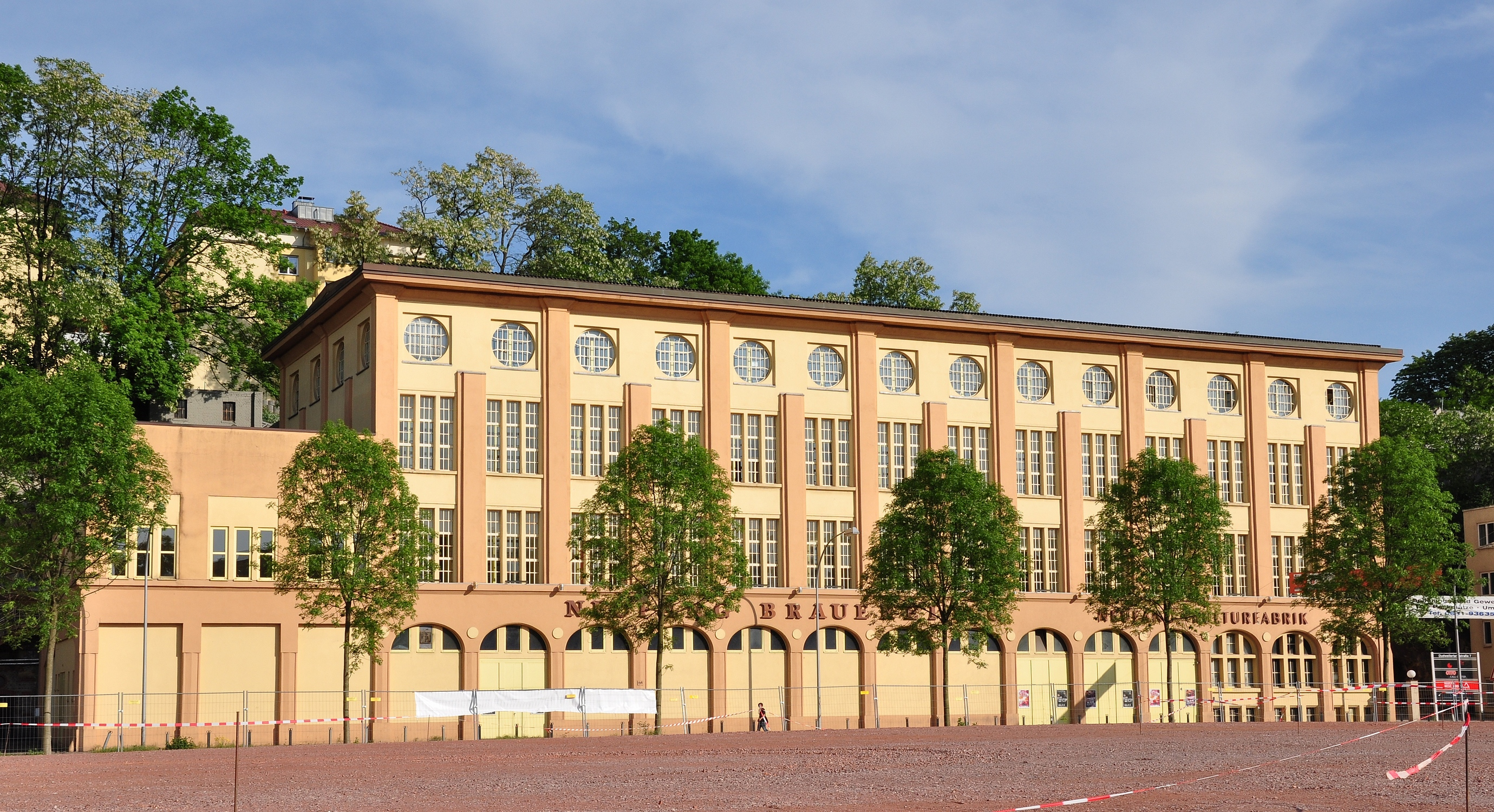
Ehemaliges Brauereigebäude an der Dudweiler Landstraße

Die Neufang Brauerei war eine saarländische Bierbrauerei in Saarbrücken-St. Johann. Das noch bestehende Lagergebäude in der Dudweiler Landstraße 7 steht unter Denkmalschutz.

## Geschichte
Die Brauerei wurde 1815 gegründet und 1907 in eine Aktiengesellschaft umgewandelt. Die große Lagerhalle wurde 1923–1925 nach Plänen von Karl Brugger und Rudolf Seifert errichtet. 
Im Laufe ihrer Geschichte war die Neufang Brauerei z. B. 1930 Werbepartner der Fliegerinnen Elly Beinhorn und Katja Heidrich.
1993 wurde in der ehemaligen Lagerhalle die Diskothek Kulturfabrik (KuFa) eingerichtet, in die oberen Stockwerke und Nebengebäude kamen Schulungs- und Gewerberäume oder Gastronomie.
2001 wurde die Brautätigkeit eingestellt und die Gastronomiekunden durch die Bitburger Brauerei übernommen. Seit dieser Zeit ist der Unternehmenszweck die Immobilienverwaltung der eigenen Gewerbeimmobilien.
2019 wurde die Diskothek Kulturfabrik aufgelöst und die Räumlichkeiten zu einer Eventhalle umgewidmet.